# Cachoeira da Prata
Cachoeira da Prata este un oraș în unitatea federativă Minas Gerais (MG), Brazilia.